# Agrobacterium tumefaciens
L'Agrobacterium tumefaciens (nome scientifico aggiornato Rhizobium radiobacter) è un batterio gram negativo, di forma bastoncellare, capace di infettare le piante attraverso la trasmissione di un segmento di DNA, definito T-DNA, che penetra all'interno delle cellule vegetali integrandosi nel loro genoma. E' un proteobatterio della famiglia delle Rhizobiaceae, la stessa cui appartengono molti batteri azotofissatori simbionti delle piante, ma a differenza di questi ultimi, tuttavia, si comporta da parassita; in questi termini, ha una notevole importanza in campo economico, in grado di arrecare danni a coltivazioni quali quelle della vite. È capace di infettare principalmente le dicotiledoni e causare in esse una crescita paragonabile a quella tumorale, una patologia nota con il nome di galla del colletto.

## Genetica
Dal punto di vista genetico, la principale peculiarità del genoma di A. tumefaciens è quella di possedere un plasmide, chiamato plasmide Ti (Tumor Inducing), di circa 180 kb (migliaia di coppie di basi), che codifica il T-DNA e tutti i geni necessari a trasferirlo nella cellula vegetale. La presenza del plasmide è necessaria perché avvenga l'infezione: cellule batteriche prive del plasmide non danno origine alla patologia. Il batterio è quindi detto oncogeno o virulento.

### Coniugazione batterica
Poiché la presenza del plasmide è necessaria per l'infezione, prima dell'infezione stessa avvengono normalmente, nella rizosfera della pianta, numerosi eventi di coniugazione. Tali eventi sono mediati dalla presenza di opine: questi fattori stimolano la produzione, da parte dei batteri stessi, di una molecola segnale chiamata 30C8HSL (o autoinduttore) la quale attiva a sua volta il fattore di trascrizione TraR, che regola la trascrizione dei geni responsabili della coniugazione.

### T-Dna
Il T-Dna è una piccola porzione di DNA che comprende 8 geni, contenuta all'interno del plasmide Ti, che penetra all'interno della cellula vegetale per dare il via all'infezione. Sebbene il T-DNA da solo non sia in grado di provocare la malattia (in quanto sono necessari anche i geni vir presenti sul plasmide, oltre che alcuni geni del cromosoma batterico), esso codifica per i geni responsabili della formazione del tumore nella pianta, la cosiddetta galla. Il T-DNA codifica inoltre per alcuni ormoni vegetali, come l'auxina e la citochinina, oltre che per le opine.

## Modalità di infezione
L'infezione di una pianta da parte di A. tumefaciens è un processo che consta di diversi eventi consecutivi: inizialmente avviene l'attacco dei batteri ai tessuti della pianta, generalmente a livello delle radici, attraverso delle lesioni preesistenti; successivamente avviene il trasferimento di materiale genetico dalle cellule batteriche a quelle vegetali, con modalità fondamentalmente simili a quelle della coniugazione batterica. Una volta che il DNA batterico (il T-DNA) si è integrato nel genoma della cellula della pianta, questa viene spinta a produrre enzimi ed ormoni che aiutano la crescita e la proliferazione del batterio, provocando al contempo la formazione della escrescenza tumorale nella pianta infetta.

### Attacco
Le cellule di A. tumefaciens possiedono dei flagelli, tramite i quali possono muoversi attraverso il suolo; questi batteri vengono solitamente attratti da segnali chimici rilasciati dai tessuti vegetali in caso di lesione e si radunano perciò in prossimità di ferite nei tessuti vegetali esterni delle piante (un processo noto come chemiotassi).
A questo punto avviene l'attacco vero e proprio: questo è un processo in due fasi, la prima delle quali vede la sintesi, da parte dei batteri, di sottili fibrille di cellulosa, che ancorano i batteri stessi alla parete della pianta ferita. Queste fibrille legano inoltre i batteri tra loro, contribuendo a formare una colonia; i geni coinvolti nella sintesi delle fibrille sono quattro, localizzati sul cromosoma batterico:  chvA, chvB, pscA e att.

### Formazione del Pilus
Il processo di trasmissione del T-DNA all'interno della cellula vegetale richiede la formazione di un pilus, detto Pilus-T (una struttura filamentosa proteica con funzione di ancoraggio, simile al pilus F che si forma durante la coniugazione batterica); tale meccanismo è definito "meccanismo di secrezione di tipo IV". L'intero processo di trasferimento genetico è sotto il controllo di un gruppo di geni, localizzati sul plasmide batterico (ma non a livello del T-DNA) chiamati complessivamente vir, ed identificati con una lettera (VirA, VirB, VirG, VirC, VirD, VirE). L'attivazione dei vari geni è interdipendente, e l'evento iniziale è il legame di composti fenolici, rilasciati dalle cellule vegetali nelle zone sottoposte a lesione, al sensore a due componenti VirA/VirG; questo legame attiva un processo di trasduzione del segnale  che porta a sua volta all'attivazione dell'operone VirB, responsabile della produzione del pilus-T. La prima proteina ad essere sintetizzata dall'operone è la pro-pilina, un polipeptide di 121 amminoacidi, che viene processato tramite eventi post-traduzionali fino ad essere trasformato in pilina, la subunità fondamentale del pilus. Il processamento comprende l'eliminazione di 47 amminoacidi, ed il ripiegamento della molecola in una struttura circolare, tramite un legame peptidico tra le estremità del polipeptide.

### Trasferimento del T-DNA
Il processo di trasferimento del T-DNA all'interno della cellula vegetale può essere diviso in due fasi: la prima consiste nel taglio del T-DNA stesso dal plasmide Ti. Questo evento è catalizzato dai prodotti genici del complesso VirD1/D2; VirD1 riconosce le LB e RB del T-DNA e taglia il singolo filamento a livello della RB al 5' del T-DNA, quindi si lega VirD2 che taglia LB al 3'. Il 3' è libero e parte la sintesi del DNA. Il T-DNA viene poi legato da proteina quali VirE e VirD2. VirD2 è inoltre necessaria in quanto viene riconosciuta dal complesso trasportatore del pilus.
La seconda fase consiste nel trasporto del T-DNA all'interno del nucleo della cellula vegetale: questo processo richiede ancora la presenza di VirE e VirD2, che, legati al DNA stesso, vengono riconosciuti dalla proteina importina all'interno della cellula vegetale stessa. Questa conduce il T-DNA all'interno del nucleo cellulare, dove altre proteine, chiamate VIP1 e VIP2 permetto l'integrazione nel genoma ospite. A questo punto il T-DNA viene attivamente trascritto e tradotto, dando origine alla patologia vegetale vera e propria.

## Utilizzi diA. tumefaciensin ingegneria genetica
Il batterio Agrobacterium tumefaciens è utilizzato in laboratorio per ottenere l'impianto di DNA ricombinante all'interno di piante dicotiledoni (mentre per le monocotiledoni si utilizzano bombardamenti con particelle di tungsteno).